# Maizeroy
Maizeroy ist eine französische Gemeinde mit 419 Einwohnern (Stand 1. Januar 2022) im Département Moselle in der Region Grand Est (bis 2015 Lothringen). Sie gehört zum Arrondissement Metz.

## Geographie
Maizeroy liegt in Lothringen, 17 Kilometer östlich von Metz und drei Kilometer östlich von Pange auf der rechten Seite der Französischen Nied auf einer Höhe zwischen 212 und 325 m über dem Meeresspiegel. Das Gemeindegebiet umfasst 8,74 km².

## Geschichte
Der Ort wurde 1312 als Maixeroy erwähnt. Die Ortschaft gehörte früher zum Bistum Metz, bildete einen Teil des Marquisats Pange und war bis 1789 Pfarrhauptort.
Das Gemeindewappen zeigt die Wappen der ehemaligen Herrschaften des Dorfes im 17. und 18. Jahrhundert: Pottier de Maizeroy und Morel de Chevillon.
Durch den Frankfurter Frieden vom 10. Mai 1871 kam die Region an Deutschland und das Dorf wurde dem Landkreis Metz im Bezirk Lothringen des Reichslandes Elsaß-Lothringen zugeordnet. Die Dorfbewohner betrieben Gemüse-, Obst- und Weinbau.
Nach dem Ersten Weltkrieg musste die Region aufgrund der Bestimmungen des Versailler Vertrags 1919 an Frankreich abgetreten werden. Im Zweiten Weltkrieg war die Region von der deutschen Wehrmacht besetzt und stand unter deutscher Verwaltung.
Der Ort trug 1915–1919 und 1940–1944 den eingedeutschten Namen Macherich. 
Seit 1812 gehört auch das nördlich gelegene kleine Dorf Chevillon zur Gemeinde Maizeroy.

### Bevölkerungsentwicklung
| Jahr      | 1962 | 1968 | 1975 | 1982 | 1990 | 1999 | 2007 | 2019 |
| Einwohner | 239  | 210  | 210  | 226  | 215  | 286  | 313  | 401  |

## Sehenswürdigkeiten
- Kirche Saint-Nicolas

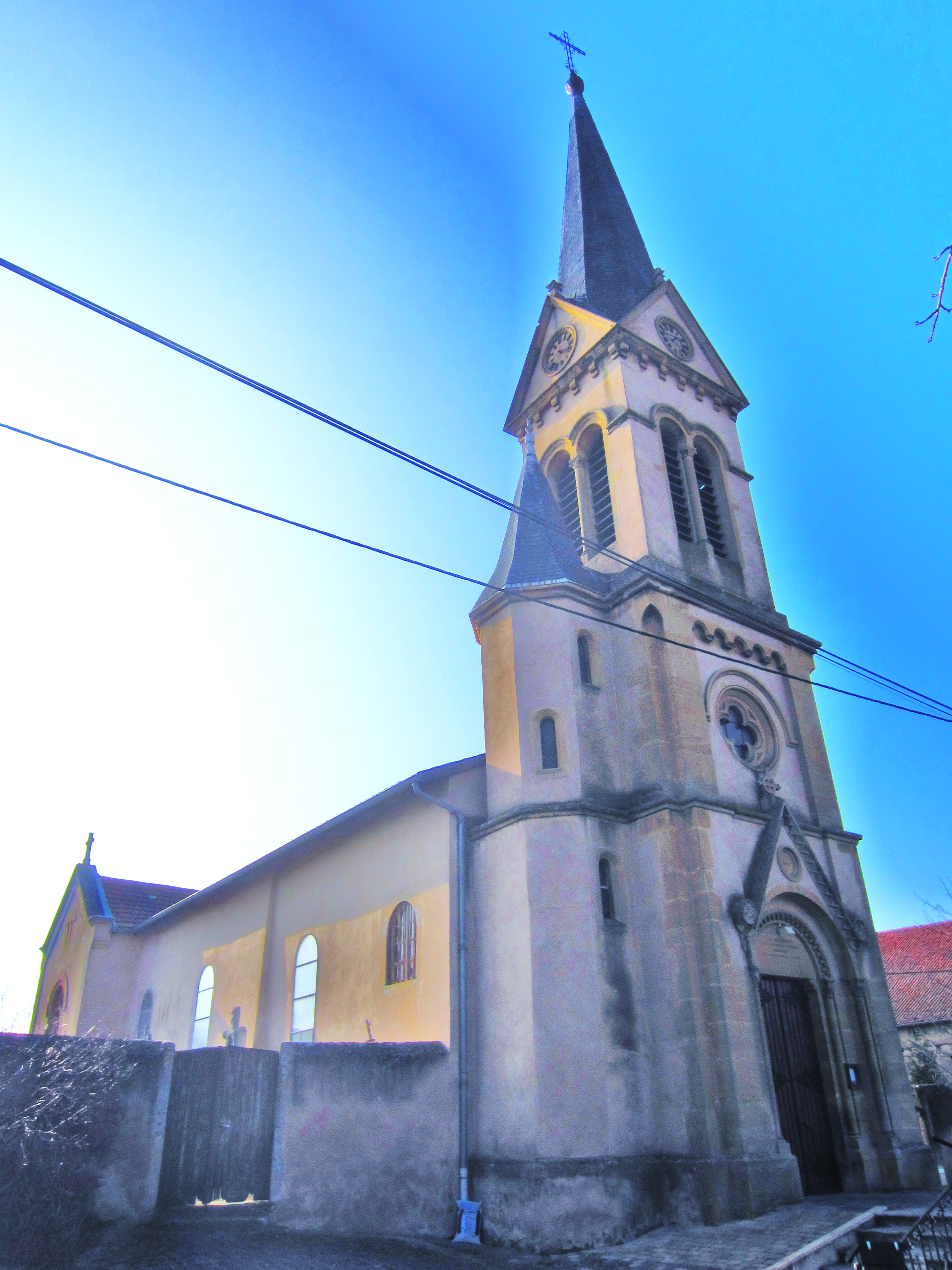
Kirche St. Nicolas
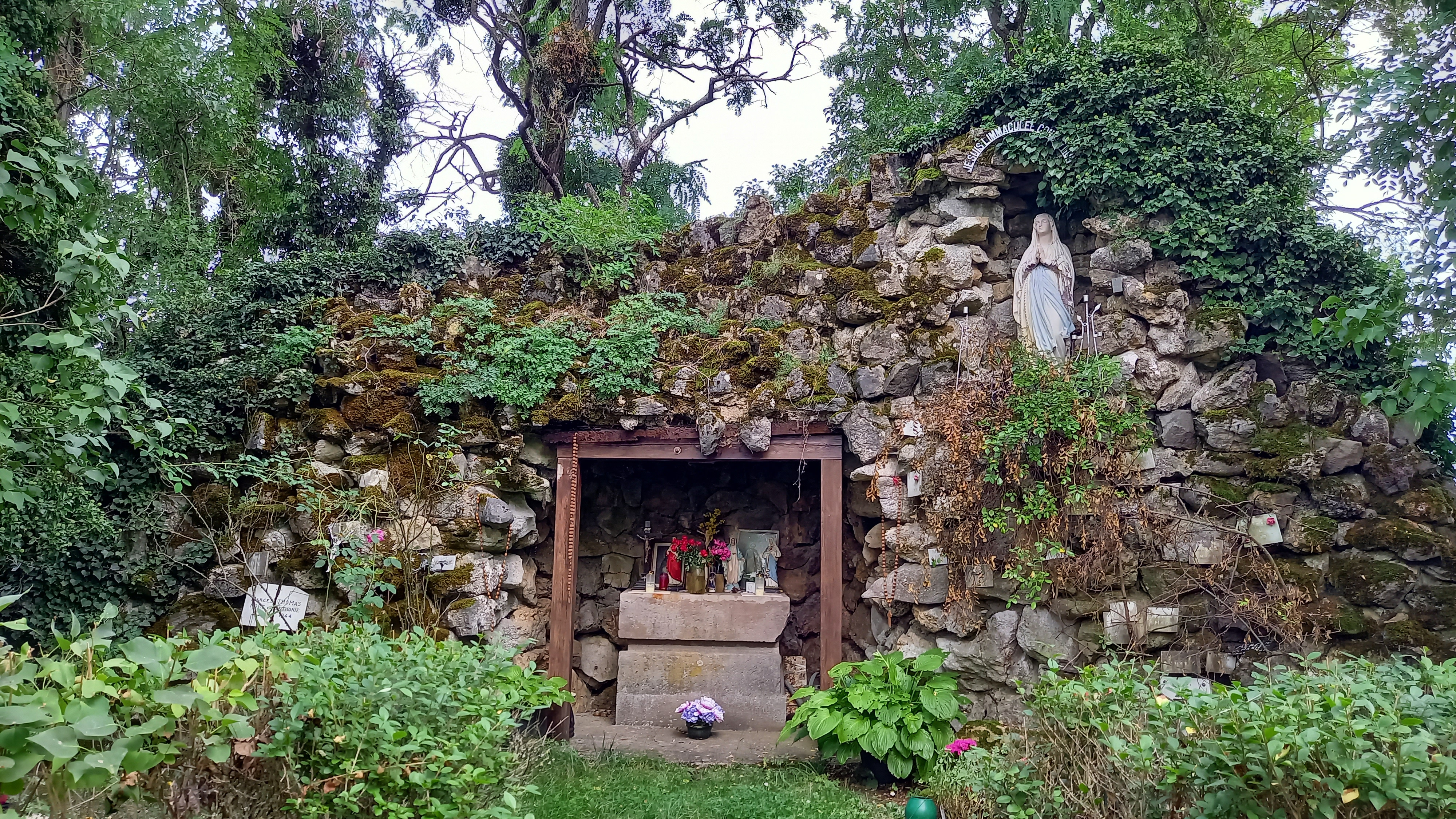
Replik einer Lourdesgrotte in Maizeroy

## Belege
1. ↑  Franz Xaver Kraus: Kunst und Alterthum in Elsass-Lothringen. Beschreibende Statistik. Band III: Kunst und Althertum in Lothringen, Friedrich Bull, Straßburg 1886, S. 294 (books.google.de).
2. 1 2  Eugen H. Th. Huhn: Deutsch-Lothringen. Landes-, Volks- und Ortskunde, Stuttgart 1875, S. 335 (google.books.de).
3. ↑  Wappenbeschreibung auf genealogie-lorraine.fr (französisch)